# Ехокардіографія

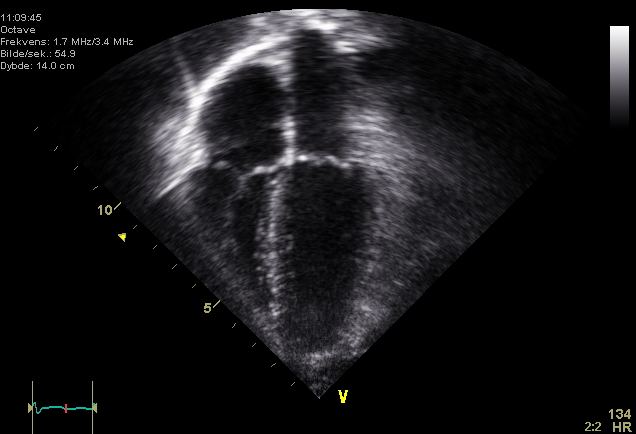
Ехокардіограма. Зображення показує 4 камери серця.

Ехокардіографі́я — неінвазивний метод дослідження серця та магістральних судин за допомогою ультразвуку. Дозволяє візуалізувати анатомічні особливості та оцінити функцію серця та магістральних судин. У медицині застосовують ультразвук (УЗ) частотою 1-1,5 МГц.

## Безпека
Відносна нешкідливість УЗД для пацієнтів та медиків є причиною швидкого розвитку цієї методи.
Звісно повної безпеки не може бути загалом, тому розробляють нові вдосконалені стандарти, що регламентують структуру та роботу апаратів для УЗД.
Під час дослідження пацієнт має незначний ризик небажаної дії:
- — ураження електричним струмом
- — ймовірно шкідлива дії ультразвуку на органи і тканини

Щодо ураження електричним струмом — якщо в діагностичному кабінеті виконуються правила техніки безпеки, виникнення такої ситуації майже зведена до нуля.
Шкідлива дія УЗ на тканині (а не ушкодження!) може з'являтися при потужності випромінювання, що набагато перевищує рівні, використовувані в
УЗД пристроях для діагностики. Є окремі пристрої УЗ, функція яких полягає у руйнуванні специфічних об'єктів організму, наприклад, екстракорпоральній УЗ літотрипсії — руйнуванні каменів в жовчному міхурі або в нирках сфокусованим ультразвуком.
Пошкодження клітин і тканин ультразвуком великої потужності відбувається в основному через утворення ударних акустичних хвиль, виникнення кавітації. Це можливо в біологічних тканинах при інтенсивності УЗ більше 3-5 Вт/см2, нагрів тканини — при потужності більше 2 Вт/см2.
При вивченні дії УЗ середньої інтенсивності, що не перевищує 100 мВт/см2, на різні тканини ссавців, зокрема ембріони, ніякого істотного і тим більше негативного впливу виявлено не було.
У діагностичних цілях використовується УЗ ще менших потужностей, не більше 20-30 мВт/см2.
Станом 2019 рік відсутні статистично достовірні дані, які б підтвердили небезпеку УЗД для пацієнта, та лікаря, що постійно працює з
приладом. З іншого боку, не отримано абсолютних доказів безпеки тих рівнів потужності УЗ, які використовуються в діагностиці.

### Стандарти
Відповідно до стандарту (СРСР — дієвий), максимальне значення середньої інтенсивності випромінюваних ультразвукових коливань діагностичних медичних приладів не повинно перевищувати 50 мВт/см2.
Стандарт, прийнятий в Європі Міжнародною електротехнічною комісією (IEC), визначає це значення величиною 100 мВт/см2.
Розробляється інший підхід до оцінки рівня акустичного випромінювання, аналогічний використовуваному в США і заснований на вимірюванні механічного (MI) і теплового (TI) індексів. Механічний індекс (відношення акустичного тиску до квадратного кореню частоти) враховує можливість кавітації, виникнення якої залежить не тільки від потужності УЗ, але і від його частоти. Тепловий індекс оцінює можливі теплові ефекти.